# تثبيت (مصارعة حرة)

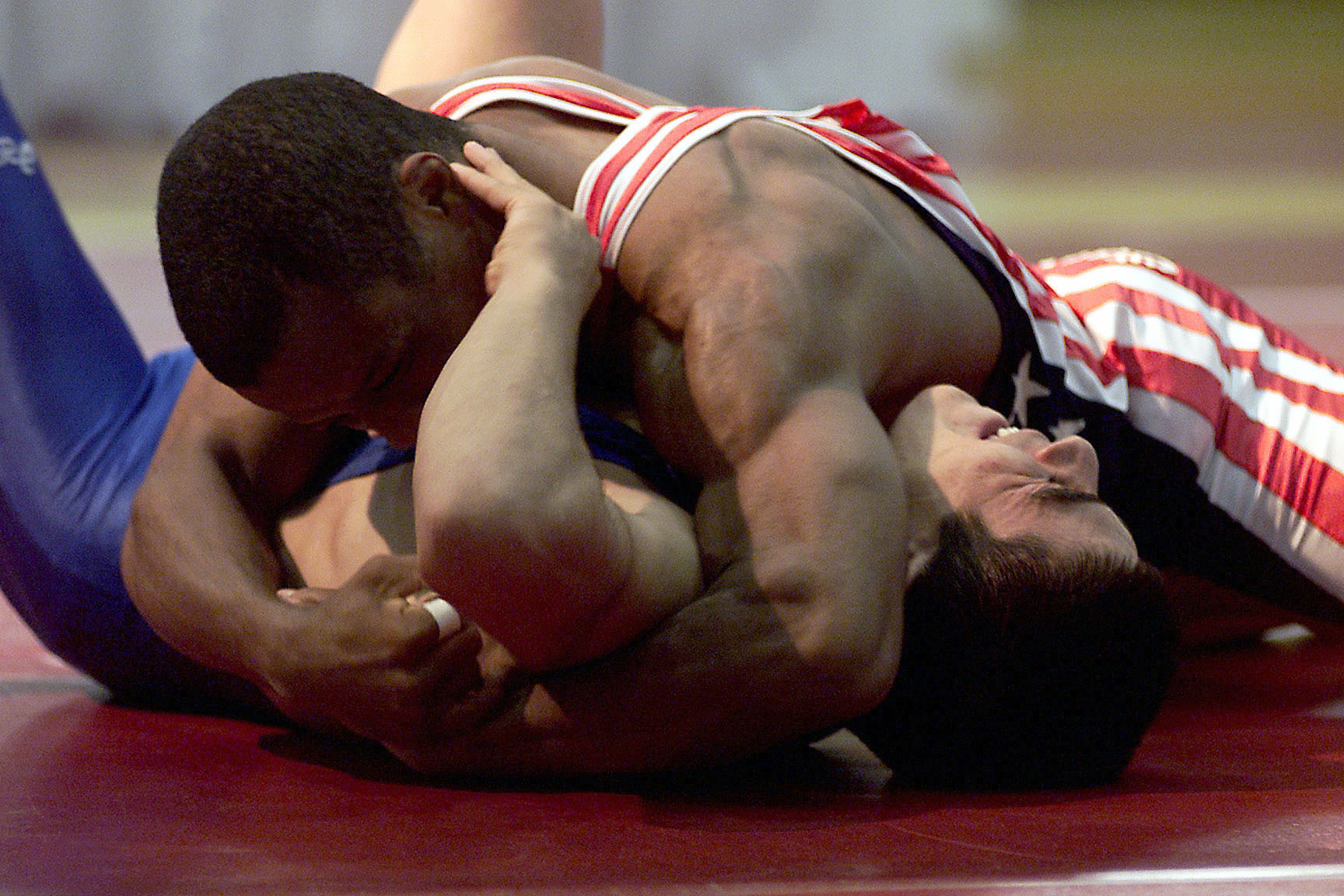

التثبيت بالإنجليزية Pin أو Pin fall هو أحد شروط الفوز في المصارعة الحرة، وهو تثبيت أكتاف الخصم على الحلبة لمدة محددة -غالبًا العد لثلاثة-، و هي أكثر طريقة شعبية للفوز في المباريات. و بما أن الهدف هو تثبيت أكتاف الخصم على الحلبة، إن استطاع الخصم أن يرفع أحد كتفيه أو كلاهما عن الأرضية قبل أنتهاء العد فتعتبر محاولة التثبيت فاشلة.
في بعض الوضعيات يشكل المصارع جسمه على شكل جسر لتثبيت الخصم، بحيث القدمين والرأس هما الجزءان الوحيدان الذان يلمسان الأرضية مما يضع وزن أكبر على الخصم وتصعب محاولة الخروج من التثبيت. و قد يمسك المصارع ثياب خصمه -بشكل غير قانوني- أثناء التثبيت، أو يضع قدميه على الحبال للحصول على توازن أكثر ووضع وزن أكبر على الخصم -أيضًا بشكل غير قانوني-.

## الأنواع

### الهبوط الخلفي
Back slide يقف المصارع ظهر-لظهر مع خصمه، يمسك بكلتا يدي خصمه وينزل على ركبته مع الانحناء مما يجبر الخصم على الانحناء والسقوط على أكتافه ويكون ذقنه يلامس صدره. ملاحظة : يواصل المصارع إمساك يدي خصمه أثناء التثبيت.

### التغطية
Cover و تسمى أيضًا بالإنجليزية lateral press، أو ببساطة طريقة التثبيت الأساسية، عندما يكون الخصم ملقى على ظهره، يتمدد المصارع بصدره على جذع الخصم، وعندما يكون المصارع منهك يكتفي بوضع ذراع واحدة على صدر الخصم.

### تثبيت المهد
Cradle يطابق التثبيت السابق باستثناء أن المصارع يحسب رجل الخصم المقابلة ليده (الرجل اليسرى باليد اليمنى أو الرجل اليمنى باليد اليسرى) مما يعطيه توازن أكبر ويصعب محاولة الخروج للخصم.

### تثبيت الصليب
Crucifix يقوم المصارع بسحب أيدي الخصم ويلف رجله حول رجل الخصم وأخيرًا ينزل المصارع مما يجعل خصمه ينزل على اكتافه بشكل الصليب.

### دلفن كلاج
Delfin Clutch يضع المصارع كلتا يدي الخصم على صدره وينزل على ركبة واحدة ويضغط على ذراع الخصم مما يثبت الأكتاف، وثم يحسب أحد الرجلين.

### قاناسك كلاج
Gannosuke Clutch، يواجه المصارع خصمه يمسك بيده ويلفها بشكل (hammerlock مطورة) و يقوم بانقلاب إلى الأمام -و لا زال ممسكًا باليد- و يعرقل رجل الخصم القريبة مما يجعل الخصم يسقط خليفًا وأكتافه على الأرض.

### جيدو كلاج
Gedo Clutch، يجلس المصارع بركبتيه على خصمه -مستلقي على بطنه- ثم يمسك بذراعيه ويرفعهما إلى فوق الفخذ ويمسك رأسه وينزله بين الرجلين وفي نفس الوقت ينحني على بطنه، فينقلب الخصم على أكتافه وتسمى أحيانًا «دبل لق نلسون» double leg nelson.

### مسكة جاك نايف
Jackknife hold، يكون الخصم ملقى على ظهره، يقف المصارع عند أقدام خصمه يمسك كلا رجليه من الركبة وينقلب إلى الأمام، فيكون من الصعب على الخصم تحرير أكتافه.

### لا ماقسترال
La magistral، الوصف التقني لهذه الحركة هو "arm wrench inside cradle pin" و تطبق عندما يكون الخصم مستندًا على يديه وركبتيه، حيث يقف المصارع إلى جانب خصمه يمسك الرجل القريبة والرأس و ينقلب إلى الأمام وثم إلى الجانب مما يضع الخصم بوضعية صعبة على أكتافه.

## مواضيع ذات صلة
- ضربات المصارعة الحرة
- حلبة المصارعة
- أنواع مباريات المصارعة الحرة